# La major
La major (també LaM en la notació europea i A en la notació americana) és la tonalitat que té l'escala major a partir de la nota la. Així, la seva escala està constituïda per les notes la, si, do#, re, mi, fa# i sol#. La seva armadura té tres sostinguts (do, fa, sol). El seu relatiu menor és la tonalitat de fa sostingut menor, i la tonalitat homònima és la menor.
Si bé no és tan rara en la literatura simfònica com ho són altres tonalitats amb més sostinguts, els exemples de simfonies en la major no són tan nombrosos com les que estan en re major o sol major. La Simfonia núm. 7 de Beethoven, la Simfonia núm. 6 de Bruckner i la Simfonia núm. 4 de Mendelssohn gairebé completen la llista de les principals simfonies en aquesta tonalitat durant el romanticisme. Tant el Concert per a clarinet com el  Quintet per a clarinet de Mozart) estan en la major. En la música de cambra, es troben més sovint exemples d'obres escrites en aquesta tonalitat. Tant Brahms com César Franck van escriure sonates per a violí en la major.
D'acord amb Schubart, la major és una tonalitat convenient per a descriure "declaracions d'amor innocent, ... l'esperança de veure l'estimat novament després de sortir, l'alegria juvenil i la fe en Déu." En sinestèsia és utilitzada per representar el color verd.

## Obres de música clàssica
- Simfonia núm. 7 - Ludwig van Beethoven
- Quintet La Truita - Franz Schubert
- Simfonia núm. 4 - Felix Mendelssohn
- Simfonia núm. 6- Anton Bruckner
- Concert per a piano núm. 2 Johannes Brahms

## Cançons pop
- Stand By Me - Ben E. King
- Crazy - Aerosmith
- Dancing Queen - ABBA
- Chiquitita - ABBA
- Tears In Heaven - Eric Clapton
- Country Roads, Take Me Home - John Denver
- I Will Always Love You - Dolly Parton
- Bohemian Rhapsody - Queen (a la part coral)
- I Am The Walrus - The Beatles
- Strawberry Fields Forever - The Beatles
- Aquellas pequeñas cosas - Joan Manuel Serrat
- Me Against the Music - Britney Spears&Madonna